# Goodrich (företag)
För andra betydelser, se Goodrich (olika betydelser).
Goodrich , tidigare B. F. Goodrich & co. är en amerikansk tillverkare av evakueringsutrustning, rutschkanor och liknande, som används av flygplanstillverkare såsom Airbus.
Goodrich tillverkade tidigare bildäck och andra gummiprodukter som gummistövlar och galoscher, remmar av olika slag, gummislangar och annat.